# Plešivec (Böhmisches Mittelgebirge)
Der Plešivec (deutsch Eisberg, 509 m) ist ein markanter Berg im rechtselbischen Böhmischen Mittelgebirge (České středohoří) in Tschechien. Wegen seiner geologischen Besonderheiten ist er auf 32,7 ha als Naturdenkmal unter staatlichen Schutz gestellt.

## Lage und Umgebung
Der Plešivec befindet sich etwa 5 km nordwestlich von Litoměřice (Leitmeritz). Direkt am Fuße des Berges – an der Südwestseite – liegt die durch ihre markante Burgruine bekannte Gemeinde Kamýk (Kamaik). Östlich liegen die Gemeinden Hlinná (Hlinay) und Miřejovice (Mirschowitz), nördlich das kleine, zu Hlinná gehörige Dorf Tlučeň (Tlutzen). An der Südflanke bestand vor 1945 ein größerer Steinbruch. Unweit davon befindet sich mitten im Wald die barocke Kapelle St. Johannes des Täufers in der Wüste (tschechisch: Sv. Jan Křititel).

## Besonderheiten
Bemerkenswert sind die ausgeprägten Basalt-Blockhalden direkt am Gipfel, die an der Südwestseite bis zum Fuß des Berges herabreichen. Ähnlich wie am linkselbischen Boreč zirkuliert im Berginnern ein Luftstrom, welcher im Sommer als kalte Luft in den Blockfeldern am Bergfuß ausströmt. Kompaktes Eis hält sich in den Eislöchern darum oftmals bis weit in den Sommer hinein. Mit diesem Phänomen erklärt sich auch der frühere deutsche Name Eisberg.

## Aussicht
Eine Aussicht vom Gipfel ist nur nach Westen möglich. Bemerkenswert ist der Blick zu den Bergen Milešovka (Milleschauer) und Kletečná (Kletschen). Aus dieser Perspektive bilden diese beiden Berge jene bekannte Doppelformation, wie sie aus den Gemälden Ludwig Richters, Caspar David Friedrichs und Ernst Gustav Doerells bekannt geworden ist. Weiter südlich beeindrucken die schlanken, kegeligen Berggestalten von Lovoš (Lobosch), Košťál (Kostial) und Hazmburk (Hasenburg).

## Wege zum Gipfel
- Der Aufstieg auf den Gipfel ist entlang einer blau markierten Wanderroute von Kamýk aus möglich. Der steile Gipfelaufstieg beginnt an der Kapelle St. Johannes.